# Simatic Step 7
Simatic Step 7 — программное обеспечение фирмы Siemens для разработки систем автоматизации на основе программируемых логических контроллеров Simatic S7-300/S7-400/M7/C7 и WinAC. Программное обеспечение выпускается с интерфейсом на английском, немецком, французском, итальянском и испанском языках. Специальные версии обеспечивают работу на японском и китайском языках. Предшественником данного ПО является более ранняя версия Simatic Step 5, работающая в ОС DOS или в DOS окне ОС Windows.
Различают следующие версии:
- Simatic Step 7
- Simatic Step 7 Professional
- Simatic Step 7 Lite

Для контроллеров Simatic S7-200 существует собственный программный продукт Step 7 MicroWin.

## Программируемый логический контроллер
С помощью этой программы выполняется комплекс работ по созданию и обслуживанию систем автоматизации на основе программируемых логических контроллеров Simatic S7-300 и Simatic S7-400 фирмы Siemens. В первую очередь это работы по программированию контроллеров.
Программируемый логический контроллер, ПЛК — это микропроцессорное устройство, предназначенное для управления технологическими процессами в промышленности. Принцип работы ПЛК заключается в обработке по прикладной программе пользователя данных с модулей входов (например, сигналов от подключенных датчиков) и последующей выдачей управляющих сигналов, посредством модулей выходов и модулей связи, обеспечивающих подключение исполнительных устройств.
В основе работы лежит концепция проекта, под которым понимается комплексное решение задачи автоматизации, включая несколько взаимосвязанных контроллеров на базе физических микроконтроллеров, соединяющие их сети и системы человеко-машинного интерфейса. Работу с проектом в целом обеспечивает главная утилита Step 7 — Simatic Manager. Step 7 позволяет производить конфигурирование программируемых логических контроллеров и сетей (утилиты HWConfig и NetPro). В процессе конфигурирования определяется состав оборудования в целом, разбиение на модули, способы подключения, используемые сети, выбираются настройки для используемых модулей. Система проверяет правильность использования и подключения отдельных компонент. Завершается конфигурирование загрузкой выбранной конфигурации в оборудование, что по сущности является настройкой оборудования. Утилиты конфигурирования позволяют осуществлять диагностику оборудования, обнаруживать аппаратные ошибки или неправильный монтаж оборудования.
Программирование контроллеров производится редактором программ, обеспечивающим написание программ на трех языках:
- LAD — язык релейно-контактной логики;
- FBD — язык функциональных блочных диаграмм;
- STL — язык списка инструкций.

В дополнение к трем основным языкам могут быть добавлены четыре дополнительные языка, поставляемые отдельно:
- SCL — структурированный язык управления, по синтаксису близкий к Pascal;
- GRAPH 7 — язык управления последовательными технологическими процессами;
- HiGraph 7 — язык управления на основе графа состояний системы;
- SFC — язык диаграмм состояния.

Возможность наблюдения за текущим состоянием программы, доступное при использовании любого языка программирования, обеспечивает не только отладку программного обеспечения, но и поиск неисправностей в подключаемом оборудовании, даже если оно не имеет средств диагностики.

## Интегрированная разработка систем автоматизации на основе Step 7
В семействе программных продуктов компании Siemens для решения комплексных задач автоматизации Step 7 выполняет интеграционные функции. В проект Step 7 могут быть, например, включены системы человеко-машинного интерфейса, например, операторские панели, конфигурируемые с помощью производимого Siemens программного обеспечения ProTool или WinCC Flexible, или персональный компьютер с программным обеспечением WinCC. Интеграция проектов для ЧМИ в проект Step 7 облегчает автоматическое связывание проектов для контроллера и операторского интерфейса, ускоряет проектирование и позволяет избежать ошибок, связанных с раздельным использованием программ. В полной мере эти преимущества проявляются при использовании системы проектирования PCS7, в основе которой также используется Step 7. Аналогично в Step 7 интегрируется программное обеспечение для настройки и управления сложными измерительными или исполнительными устройствами автоматизации, например, частотными приводами. Step 7 также позволяет спроектировать сетевые настройки. соединения и передачу данных между устройствами автоматизации, например, системы Master-Slave при обмене данных по шине Profibus с использованием протокола DP.

## История версий
| Версия | Объявление к поставке | Описание |
| ------ | --------------------- | --- |
| 1.0    | 1 февраля 1997        | История версий Step 7 началась в 1995 с первой версии 1.0. Состояла она из восьми инсталляционных дискет и одной дискеты с ключом. Разработана была для Windows 3.11. |
| 2.0    | 1 февраля 1998        | Вместе с Simatic S7-400 вышла на рынок вторая версия 2.0, для Windows 95. |
| 3.1    | 1 октября 1998        | Версия 3.1 была как на дискетах так и на компакт-диске. |
| 3.2    | 1 мая 1999            | Вышла версия 3.2 для Windows NT. |
| 4.0    | 1 сентября 2000       | Следующая версия 4.0 была также для Windows 95 и NT ,но распространялась только на компакт-дисках. |
| 5.0    |                       | Версия 5.0 поддерживала кроме как 95 и NT ещё и Windows 98. Кроме того в программу были добавлены новые функции. |
| 5.1    |                       | С версией 5.1 программа стала ещё шире и были исправлены некоторые недостатки, также её можно было теперь применять на Windows ME и Windows 2000. |
| 5.2    | 19 января 2003        | Версия 5.2 поддерживала операционные системы MS Windows 95, 98, Me, NT4 Workstation, 2000 Professional и MS Windows XP Professional. |
| 5.3    | 27 февраля 2004       | Было разработано полностью новое лицензионное решение. Теперь лицензию можно было положить на сервер и пользователь, который хочет работать с программой в настоящий момент, скачивает её себе прямо на компьютер. Эта версия поддерживает только Windows 2000 и Windows XP, поэтому предыдущие версии были ещё долго доступны. Версия 5.3 поставляется до сих пор на китайском и японском языках. |
| 5.4    | 4 октября 2006        | 4 октября 2006 появилась версия 5.4 с новыми возможностями. Последующие обновления для последней версии были выпущены 15 июня 2007 и 12 октября 2007. Кроме того теперь программу можно использовать на Windows Vista. Все пакеты обновления доступны отдельно. |
| 5.5    | 26 июля 2010          | 26 июля 2010 увидела свет версия 5.5, поддерживающая все редакции Windows 7 (в том числе и 64-битные версии), кроме Начальной (Starter) и Домашней (Home).. Из существенных нововведений следует отметить средство защиты блоков программ S7 Block Privacy, пришедшее на замену Know-How Protection.                                                                                               |
| 5.6    | 26 октября 2018 года  | [ 6 ] |

## Варианты поставки
- Step 7 Lite (ранее назывался Step 7 mini) — дешёвая и ограниченная по возможностям версия Step 7. Работает с контроллерами Simatic S7-300, Simatic C7, ET 200S (IM 151/CPU и IM 151/CPU FO) и ET 200X (BM 147/CPU) не позволяет реализовать сетевые задачи.[7]
- Step 7 Professional — пакет Step 7 дополненный опциональными пакетами: языками SCL и GRAPH 7, программой имитации контроллера PLCSim. В таком комплекте программное обеспечение наиболее соответствует стандарту IEC (МЭК) 61131 для программируемых логических контроллеров
- В составе пакета PCS 7 со множеством опциональных программ и библиотек

## Step 7 MicroWin
Программное обеспечение Siemens для программирования контроллеров Simatic S7-200. По существу, отдельная от Simatic 7 программа.